# Jean-Charles Houzeau de Lehaie
Pour les articles homonymes, voir Houzeau.
Jean-Charles Houzeau de Lehaie (né à Mons le 7 octobre 1820 et mort à Schaerbeek le 12 juillet 1888) est un astronome et journaliste belge.

## Biographie
Jean-Charles Hippolyte Joseph Houzeau de Lehaie, né à Mons le 7 octobre 1820, est le fils de Charles Houzeau de Lehaie, de noble extraction, et de Philippine Pradier.
Après de brillantes études à Mons, Bruxelles et Paris, il devient journaliste et entre comme volontaire au service de l’observatoire royal de Belgique où, dans un premier temps, il assiste Adolphe Quetelet. Il travaille ensuite avec ce dernier jusqu’en 1848.
C’est lors de cette période instable pour l’Europe qu’il écrit des articles défendant les thèses républicaines. Il perd son poste et quitte la Belgique pour la Grande-Bretagne. Il voyage à travers différents pays d’Europe et s’établit à Paris où il réside un peu plus de cinq ans et travaille notamment avec Abbadie.
Rappelé en 1854 en Belgique pour travailler au profit du ministère de la Guerre, il y effectue des relevés astronomiques du pays à la demande de Guillaume-Adolphe Nerenburger, chef du Dépôt de la guerre. L'objectif est alors de dresser la première carte de la Belgique basées sur des critères scientifiques. Il est ensuite nommé membre de la section sciences, physique et mathématique de l’Académie royale de Belgique en 1856 et publie l’année suivante un ouvrage important intitulé Histoire du sol de l’Europe.
En 1857, vraisemblablement déçu par une nomination qui lui semble injuste, il s’embarque pour La Nouvelle-Orléans. À son arrivée sur le sol américain, il opte pour la vie rude de pionnier et d'explorateur tout en restant un astronome, un météorologiste et un zoologiste passionné, mais aussi un journaliste engagé.

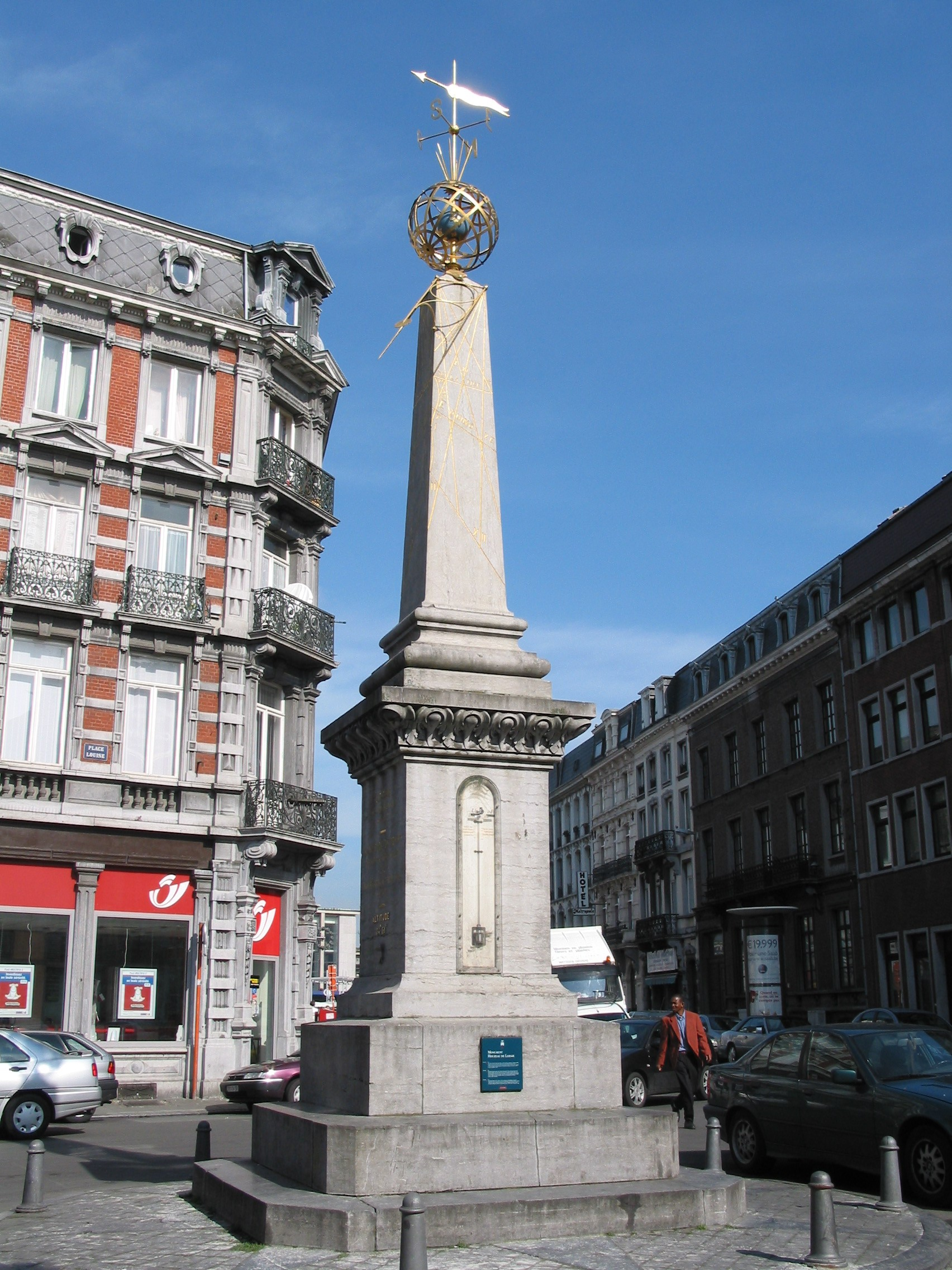
Monument élevé en mémoire de J.-C. Houzeau de Lehaie à Mons (XIXe siècle)

Dès 1861, il défend la cause des Noirs et est même mêlé de près à la guerre de Sécession. Plus tard, il devient directeur du premier journal quotidien publié pour les noirs sous le titre bilingue New Orleans Tribune - La Tribune de La Nouvelle-Orléans, dans lequel il écrit des articles fort remarqués en faveur de l’abolition de l’esclavage. Plus tard, ses actions et prises de position au profit d’Unionistes notables, l’obligent même à quitter le territoire des États-Unis pour se réfugier au Mexique. Il parvient à atteindre Mexico mais y arrive au moment de l’expédition du Mexique et est contraint de regagner les États-Unis.
En 1868, il gagne la Jamaïque et y loue une petite ferme dans une communauté noire située à peu de distance de Kingston. C’est de cet endroit qu’il mène quelques expéditions sur l’île mais y mène surtout pendant un peu plus de sept ans une vie de reclus qu’il consacre presque entièrement à ses observations et travaux d’astronomie.
Dès 1871, il propose l'utilisation d'un héliomètre à objectifs inégaux dans le but d'observer le transit de la planète Vénus prévu en 1874.
En 1876, Léopold II lui ayant offert le poste de directeur de l’Observatoire royal de Belgique, il accepte, rentre au pays et s’attèle à la modernisation dudit observatoire.
Il fait une dernière expédition en 1883 en Amérique du Sud avant de prendre sa retraite.
Il a écrit de nombreux ouvrages relatifs à l’astronomie, à la biologie, à la météorologie, aux mathématiques, à la philosophie, à la sociologie et à la zoologie, mais aussi dans bien d’autres domaines, tels ses ouvrages intitulés Bibliographie astronomique, Uranie générale, Étude comparées des facultés mentales des animaux et des humains, ou encore son mémoire My Passage at the New Orleans Tribune.
La ville de Mons a élevé un monument en sa mémoire et la commune d'Uccle a nommé l'avenue qui relie l'avenue De Fré à l'Observatoire royal de Belgique, avenue Houzeau.

### Vie privée
Jean-Charles Houzeau de Lehaie s'est marié avec Marie-Virginie Discry (1812-1865) puis avec Catherine Beatrix Backes (1811-1894).

## Principales publications
- La Terreur blanche au Texas et mon évasion, Ve Parent et Fils (Bruxelles), 1862
- La Question de l'esclavage, Ve Parent et Fils (Bruxelles), 1863
- Études sur les facultés mentales des animaux comparées à celles de l'homme par un voyageur naturaliste, Hector Manceaux (Mons), 1872
- Traité élémentaire de météorologie, Hector Manceaux (Mons), 1880, Texte en ligne disponible sur LillOnum

## Honneurs
L'astéroïde (2534) Houzeau est nommé en son honneur.
Depuis le 5 février 2024, l'astéroïde (20993) Virginiediscry est nommé en l'honneur de sa première épouse, Marie-Virginie Discry.
Depuis le même jour, l'astéroïde (20998) Houzeaudelehaie est nommé en l'honneur de son frère Charles Auguste Benjamin Hippolyte Houzeau de Lehaie.